# 洗足學園音樂大學
洗足學園音樂大學（日语：／），簡稱洗足音大，是日本神奈川縣川崎市的私立大學，1967年創校。

## 著名人物
- 伊藤康英：作曲家，作曲科教授
- 赫伯特·布隆斯泰特：指揮家，NHK交響樂團桂冠指揮
- 大橋三重唱：歌手

## 軼事及其他
- 2006年10月～12月，富士電視台播出的電視劇『交響情人夢』以該校作為外景地。後來又為了動畫吹響吧！上低音號而幕後演奏該片的器樂曲。
- 名歌手高橋洋子曾就讀洗足音大，沒有畢業。

## 外部連結
- 洗足學園音樂大學（日語）